# Street Performer Protocol
Das Street Performer Protocol (SPP, englisch für „Straßenkünstlerprotokoll“) ist eine Methode, die Schaffung schöpferischer Werke zu fördern, welche gemeinfrei öffentlich zugänglich gemacht werden.
Entwickelt wurde es von den Kryptologen John Kelsey und Bruce Schneier von Counterpane Systems (basierend auf älteren Ideen). Die zugrunde liegende Einsicht ist, dass traditionelle Formen des Urheberrechts in der Zukunft schwer durchzusetzen sein werden, da das Kopieren und Teilen von Informationen durch neue Medien wie das Internet immer einfacher wird. Konzepte zur Aufrechterhaltung des Urheberrechts, wie z. B. DRM müssen scheitern (die Varianten werden ausführlich diskutiert) ohne demokratische Grundsätze zu beschneiden („Und zuletzt laufen die notwendigen Maßnahmen zur Unterbindung weitverbreiteter Urheberrechtsverletzungen darauf hinaus, die juristische und technische Infrastruktur für weitverbreitete Zensur zu schaffen.“).
Als Alternative wird das SPP vorgestellt: Beim SPP kündigt der Urheber (eines Buchs, Musikstücks, Software o. ä.) an, dass er sein Werk ohne weitere Einschränkungen veröffentlichen wird, sobald er eine bestimmte Geldmenge im Voraus erhält. Interessierte Nutzer spenden an den Publisher (vergleichbar mit einem Verleger), der die eingegangenen Zahlungen verwaltet. Kommt der Handel zustande, werden Publisher und Urheber bezahlt. Andernfalls zahlt der Publisher das Geld an die Spender zurück, möglicherweise mit Zinsen.
Das SPP basiert auf dem guten Ruf des Urhebers. Die Spender müssen davon ausgehen können, dass er die Erwartungen erfüllen und von ihnen geschätzte Werke produzieren wird. Es wird also angenommen, dass der Urheber sich einen solchen guten Ruf bereits aufgebaut hat, etwa indem er bereits solche Public-Domain-Werke veröffentlicht hat – das können beispielsweise die vorangegangenen Kapitel einer Fortsetzungsgeschichte sein.
Der Publisher kann als traditioneller Verleger auftreten, indem er eingereichte Beispielarbeiten sichtet, oder er tritt als Treuhänder auf.

## Geschichte des Street Performer Protocols
Das SPP ist eine natürliche Erweiterung der viel älteren Idee der Unterstützung der Produktion von geschriebenen Büchern durch Vereinbarungen zwischen den Gruppen potentieller Leser, etwa in Subskriptionsmodellen.
Bei der Veröffentlichung des Quelltextes und dem Markennamen des 3D-Modellierungsprogramms Blender wurde das SPP erfolgreich realisiert. Nach dem Konkurs von NaN Technologies im Jahr 2002 gingen die Urheberrechte von Blender an die neu gegründete NaN Holding BV. Die neu gegründete Blender Foundation startete eine Kampagne und es gelang ihr, die von der NaN Holding BV geforderten 100.000 € aufzubringen, um Blender als Open-Source-Software unter die GNU GPL zu stellen. Mehr als 1300 Nutzer wurden Mitglied und spendeten jeweils mehr als 50 €, hinzu kamen anonyme Spender, Einzelspenden und Spenden von Firmen. Am 13. Oktober 2002 wurde Blender als Open-Source-Software ins Internet gestellt.

## Varianten und Alternativen
Varianten des SPP sind beispielsweise das Rational Street Performer Protocol und das Wall Street Performer Protocol.
Ab ca. 2006 wurde die sehr ähnliche Crowdfunding-Finanzierung sehr populär.